# Nossa Lambada
Nossa Lambada é o segundo extended play lançado pelos cantores portugueses José Malhoa e Ana Malhoa, lançado a 24 de fevereiro de 1989.

## Faixas
| N.º | Título                    | Compositor(es) | Duração |  |
| 1.  | "A Nossa Lambada"         | José Malhoa    | 5:02    |  |
| 2.  | "Ele É Menino Da Mamã"    | José Malhoa    | 3:47    |  |
| 3.  | "Com A Minha Guitarra"    | José Malhoa    | 4:21    |  |
| 4.  | "Ida Ao Circo"            | José Malhoa    | 3:41    |  |
| 5.  | "Cantar Contigo É Melhor" | José Malhoa    | 3:39    |  |
| 6.  | "Mamã Dá-me"              | José Malhoa    | 4:12    |  |
| 7.  | "Cantar Lambada"          | José Malhoa    | 3:41    |  |
| 8.  | "Tu E Eu Papá"            | José Malhoa    | 3:42    |  |

## Vendas e certificações
| País / Certificadora | Certificação | Vendas |
| -------------------- | ------------ | ------ |
| Portugal AFP         | Ouro         | 40.000 |